# Callimaque (artiste)
Pour les articles homonymes, voir Callimaque.

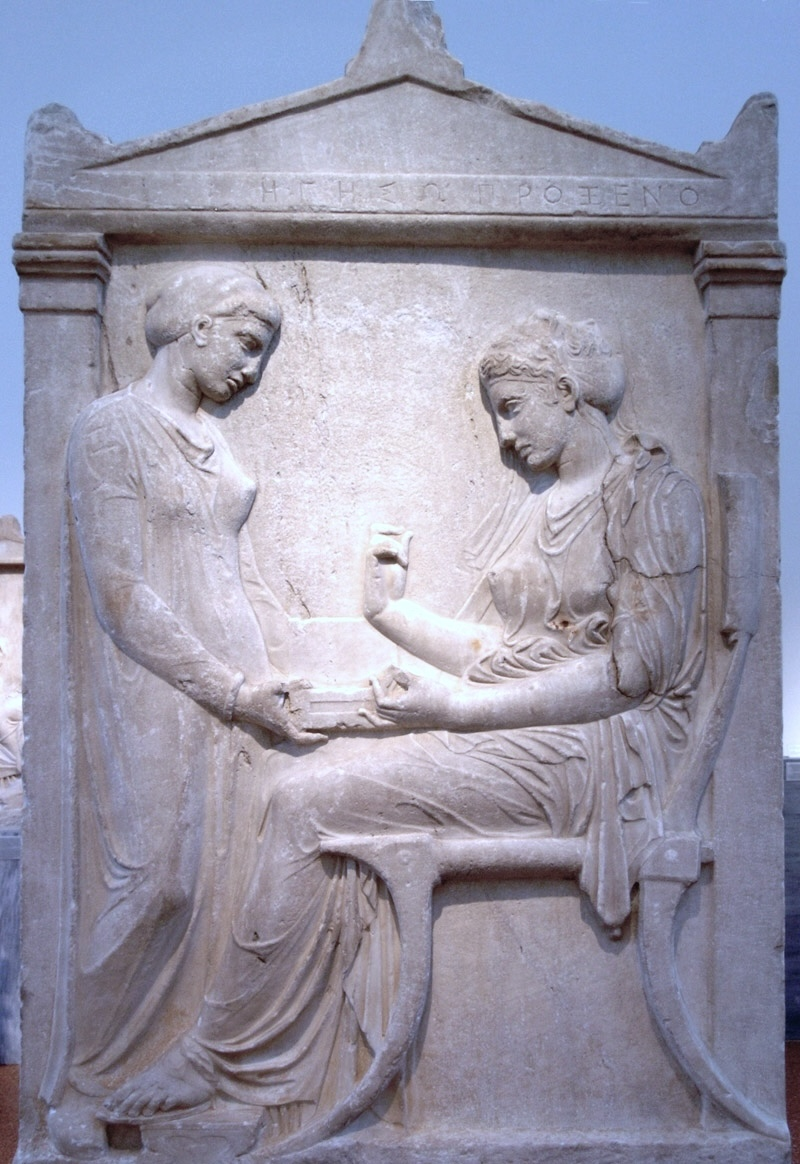
Stèle funéraire attique d'Hègèsô, attribuée à Callimaque, musée national archéologique d'Athènes.

Callimaque (en grec ancien : Καλλίμαχος / Kallímakhos), surnommé Catatexitechnos (« trop minutieux »), est un sculpteur, orfèvre et peintre actif à Athènes de 432 à 408 av. J.-C. environ.
Les attributions qui lui sont relatives sont toutes douteuses. Pausanias décrit une lampe d'or et un palmier de bronze situés dans l'Érechthéion, mais ce genre d'objets est plutôt typique de l'époque hellénistique. De même, l'invention du chapiteau corinthien que lui attribue Vitruve ne correspond pas à ce que nous connaissons de l'architecture du Ve siècle av. J.-C.
On lui attribue encore des Danseuses de Laconie, ouvrage dont Pline dit que « l'application [de l'auteur] a retiré toute grâce ». On a identifié l'une des danseuses de cet ensemble avec une statue féminine venant découverte dans la villa d'Hérode Atticus à Eva Loukou.
Une vieille légende raconte que le sculpteur grec Callimaque se promenait après une longue journée de travail lorsqu'il découvrit sur la tombe de pierre d'une enfant une plante d'acanthe enroulée autour d'un petit panier d'offrandes funéraires. Plus tard le souvenir de cette image lui aurait inspiré les formes ornementales du chapiteau caractéristique de l'architecture corinthienne : un petit panier sculpté (Calathos) le long duquel poussent des feuilles d'acanthe sur plusieurs rangs superposés.